# Gare de Marchiennes
Gare de Marchiennes vasútállomás Franciaországban, Marchiennes településen.

## Vasútvonalak
Az állomást az alábbi vasútvonalak érintik:
- Somain-Halluin-vasútvonal

## Kapcsolódó állomások
A vasútállomáshoz az alábbi állomások vannak a legközelebb: